# 駐日ブルネイ大使館
駐日ブルネイ大使館（ちゅうにちブルネイたいしかん、英語: Embassy of Brunei in Japan）は、ブルネイが日本の首都東京に設置している大使館である。

## 所在地
〒141-0001　東京都品川区北品川六丁目5-2

## 大使
2024年5月25日より、AK・アミル・ヨハン・Pg・イスマイルが臨時代理大使を務めている。